# Fǎhuābù
Lo Fǎhuābù (法華部) (T.D. vol. 09, sezione dal n. 262 al n. 277) è la sezione del Canone cinese che raccoglie le versioni del Miàofǎ Liánhuā Jīng, (妙法蓮華經, sanscrito Saddharmapuṇḍarīkasūtra, giapp. Myōhō Renge Kyō, Sutra del Loto). Comprende le tre traduzioni giunte a noi: 
- La prima risale al 290 ad opera di Dharmarakṣa (223-300) con il titolo Zhèng fǎhuā jīng (正法華經, giapp. Shō hokke kyō, T.D. 263, 9.63-133).
- La seconda, la più diffusa in assoluto sia in Cina che in Giappone, è una traduzione in sette fascicoli di Kumārajīva (344-413) compiuta nel 406 con il titolo Miàofǎ Liánhuā Jīng ( 妙法蓮華經, giapp.  Myōhō Renge Kyō, T.D. 262, 9.1c-62b).
- La terza,  che risulta parziale, fu compiuta alla fine del VI sec. da Jñānagupta (523-600) e Dharmagupta (?-619) con il titolo Tiānpǐn miào fǎliánhuā jīng (添品妙法蓮華經, giapp. Tenbon myōhō renge kyō, T.D. 264). Quest'ultima traduzione in cinese si rifà a quella di Kumārajīva ma aggiunge il capitolo Devadatta (XII capitolo) che non compare nella traduzione di Kumārajīva.
È il sutra fondamentale della scuola cinese Tiāntái e delle giapponesi Tendai e Nichiren (vedi Buddismo Nichiren).
Contiene anche i due sutra considerati il prologo e l'epilogo del Sutra del Loto:
- Sutra dell'Infinito Significato (無量義經, pinyin: Wúliángyì jīng, giapp.: Muryōgi Kyō, T.D. 276, 9.383b-389b).
- Sutra della Meditazione del Bodhisattva Samantabhadra (觀普賢菩薩行法經, pinyin: Guān pǔxiánpúsà xíngfǎ jīng o anche Pǔxián jīng, giapp. Kan fugenbosatsu gyōhō kyō o anche Fugen Kyō, T.D. 277, 9.389-394).